# Elektrische Geige

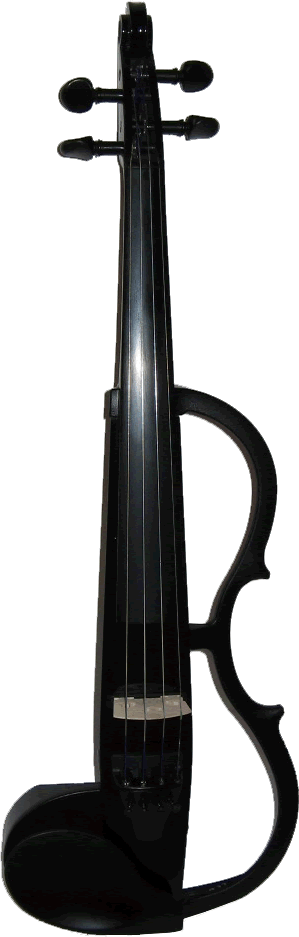
E-Geige

Die Elektrische Geige, kurz E-Geige oder E-Violine, ist ein Streichinstrument, dessen Ton elektrisch verstärkt wird. Meist bezeichnet „elektrische Geige“ ein Saiteninstrument mit einem beliebig geformten Solidbody, also einem massiven Saitenträger, der nicht als Resonanzkörper dient. Die Saitenschwingungen werden an einen elektrischen Tonabnehmer übertragen, der häufig unter dem Steg angebracht ist. 
Daneben kann „elektrische Geige“ auch eine akustische Geige bezeichnen, deren Töne elektrisch verstärkt werden. Elektrische Geigen werden hauptsächlich außerhalb der klassischen Musik in vielen Genres verwendet, darunter von Rock- oder Metal-Bands, im Jazz und im Fusion.
Eine E-Geige hat oft ein spezielles Aussehen, das sich von dem einer klassischen Geige unterscheidet. Da die Erzeugung des Klanges nicht mehr zwingend an den Korpus des Instruments gebunden ist, kann dieser künstlerisch und vielfältig gebaut werden. Beispielsweise existieren Modelle in der Form eines „S“ oder eines Dollarzeichens „$“. Hingegen sehen andere Modelle fast wie akustische Geigen aus, nur mit Aussparungen an jeder Seite, so dass das Instrument sehr schlank und kraftvoll wirkt. E-Geigen werden vor allem in zeitgenössischer Musik als Experimentalinstrumente verwendet und sind dort seltener als E-Gitarre und E-Bass anzutreffen. Daher gibt es auch viele verschiedene Variationen der elektrischen Geige: zum Beispiel mit Bünden, mehr als vier Saiten, einer Stimmmechanik, Bariton-Saiten, die eine Oktave tiefer als normal klingen, oder mitschwingenden Saiten.